# 帕西菲克帕利塞兹
帕西菲克帕利塞兹（直译：「太平洋斷崖」）位於洛杉磯西區，距離洛杉磯市中心32公里，主要是住宅區，現有人口約27,000人。
在二戰期間，許多德國奧地利藝術家流亡來到帕西菲克帕利塞兹。2025年1月間，受災害性野火影響，帕西菲克帕利塞茲很多房屋被焚毀，居民要緊急遷往他區避難.